# コナー・ガーデンバショップ
コナー・ガーデンバショップ（Connor Garden-Bachop、1999年4月19日 - 2024年6月17日）は、ニュージーランドの元ラグビーユニオン選手。

## プロフィール
- ニュージーランド出身[1]。
- 現役時代のポジションはウィング(WTB)、フルバック(FB)。
- 身長 188cm、体重 92kg
- 父のステファン(元オールブラックス)と叔父のグレアム(元オールブラックス・日本代表)は元ラグビー選手[2]。また兄のジャクソンもラグビー選手。
- マオリ・オールブラックスに選ばれたことがある[3]。

## 略歴
カンダベリー、ウェリントンを経て、2021年、ハイランダーズに加入。
2024年6月17日、医療事故で死去。享年25歳。